# Terrorangrebet i Orlando 2016
Terrorangrebet i Orlando 2016 var et amerikansk terrorangreb og masseskyderi den 12. juni 2016 på Pulse, en natklub for homoseksuelle i Orlando i Florida. Mindst 50 blev dræbt og 53 såret. Skytten, Omar Mir Seddique Mateen - en 29-årig muslimsk amerikaner af afghansk afstamning - lovede troskab til Islamisk Stat Irak og Levanten (ISIL) før angrebet.
Angrebet var det mest dødbringende i USA's historie, det mest dødelige tilfælde af vold mod LGBT-personer i USA's historie, og dødeligste angreb på civile i USA siden 11. september, 2001.

## Angrebet
Omkring klokken 02.02 EDT (08.02 CEST) den 12. juni blev der hørt skud, og en politibetjent fra Orlando Police Department (OPD) ved natklubben gik til modangreb på en bevæbnet mand og skød tilbage. Pulse lagde et opslag på deres Facebook-side klokken 2:09 (EDT; 8:09), "Alle skal ud af Pulse og blive ved med at løbe." Pistolmanden var bevæbnet med én riffel, én pistol og én "enhed", som embedsmænd mente var en anden trussel. Da flere politibetjente gik til modangreb på den mistænkte, trak han sig tilbage til natklubben og begyndte at tage gæster som gidsler.

## Ofre
Mindst 50 med den bevæbnede blev dræbt, og 53 andre med en politimand blev såret. Mange var i kritisk tilstand og blev behandlet på hospitalet. Natklubben ligger tre blokke fra Orlando Regional Medical Center, det primære regionale traumecenter, og mange af ofrene blev kørt dertil. To andre hospitaler behandlede også ofrene.
De dødes identiteter blev offentliggjort af Orlando efter anmeldelser fra de nærmeste pårørende. I juni 2016 stod følgende på den offentlige tabsliste:
- Stanley Almodovar III, 23
- Amanda Alvear, 25
- Oscar A. Aracena-Montero, 26
- Rodolfo Ayala-Ayala, 33
- Alejandro Barrios Martinez, 21
- Martin Benitez Torres, 33
- Antonio D. Brown, 29
- Darryl R. Burt II, 29
- Jonathan A. Camuy Vega, 24
- Angel L. Candelario-Padro, 28
- Simon A. Carrillo Fernandez, 31
- Juan Chevez-Martinez, 25
- Luis D. Conde, 39
- Cory J. Connell, 21
- Tevin E. Crosby, 25
- Franky J. Dejesus Velazquez, 50
- Deonka D. Drayton, 32
- Mercedez M. Flores, 26
- Juan R. Guerrero, 22
- Peter O. Gonzalez-Cruz, 22
- Paul T. Henry, 41
- Frank Hernandez, 27
- Miguel A. Honorato, 30
- Javier Jorge-Reyes, 40
- Jason B. Josaphat, 19
- Eddie J. Justice, 30
- Anthony L. Laureano Disla, 25
- Christopher A. Leinonen, 32
- Brenda L. Marquez McCool, 49
- Jean C. Mendez Perez, 35
- Akyra Monet Murray, 18
- Kimberly Morris, 37
- Jean C. Nives Rodriguez, 27
- Luis O. Ocasio-Capo, 20
- Geraldo A. Ortiz-Jimenez, 25
- Eric I. Ortiz-Rivera, 36
- Joel Rayon Paniagua, 32
- Enrique L. Rios Jr., 25
- Juan P. Rivera Velazquez, 37
- Yilmary Rodriguez Solivan, 24
- Christopher J. Sanfeliz, 24
- Xavier E. Serrano Rosado, 35
- Gilberto R. Silva Menendez, 25
- Edward Sotomayor Jr., 34
- Shane E. Tomlinson, 33
- Leroy Valentin Fernandez, 25
- Luis S. Vielma, 22
- Luis D. Wilson-Leon, 37
- Jerald A. Wright, 31